# Luffarevisan
Luffarevisan är en barnvisa med text av Astrid Lindgren och musik av Gösta Linderholm. Den publicerades 1991 i Hujedamej och andra visor av Astrid Lindgren. Den finns även publicerad i Barnens svenska sångbok från 1999, under rubriken "Sånger för småfolk".